# Pyrausta ciniferalis
Pyrausta ciniferalis là một loài bướm đêm trong họ Crambidae.